# Liu Yunpeng
Liu Yunpeng (né le 24 octobre 1962) est un athlète chinois, spécialiste du saut en hauteur. 

## Biographie

### Palmarès
| Date | Compétition         | Lieu        | Résultat | Performance |
| ---- | ------------------- | ----------- | -------- | ----------- |
| 1984 | Jeux olympiques     | Los Angeles | 7e       | 2,29 m      |
| 1985 | Championnats d'Asie | Djakarta    | 3e       | 2,22 m      |
| 1986 | Jeux asiatiques     | Séoul       | 2e       | 2,27 m      |
| 1987 | Championnats d'Asie | Singapour   | 1er      | 2,24 m      |
| 1989 | Championnats d'Asie | New Delhi   | 2e       | 2,17 m      |
| 1990 | Jeux asiatiques     | Séoul       | 2e       | 2,20 m      |

### Records
| Épreuve         | Performance | Lieu  | Date        |
| --------------- | ----------- | ----- | ----------- |
| Saut en hauteur | 2,30 m      | Hefei | 25 mai 1989 |